# الهجرة إلى الحبشة
الهجرة إلى الحبشة هي حدثٌ تاريخيٌّ إسلامي يُقصدُ به هجرةُ بعض المسلمينَ الأوائل من مكة إلى بلاد الحبشة (مملكة أكسوم)؛ بسبب ما كانوا يلاقونه من إيذاء من زعماء قريش. فدعاهم النبي للخروج إلى أرض الحبشة مادحًا ملكها أصحمة النجاشي بأنه مَلِكٌ لا يُظلَم عنده أحد، فخرج عدد من المسلمين، وكانت الهجرة الأولى إلى الحبشة في رجب من العام الخامس بعد البعثة، وكانوا أحد عشر رجلًا وأربع نسوة، وأمَّروا عليهم عثمان بن مظعون، ثم بلغهم وهم بأرض الحبشة أن أهل مكة أسلموا، فرجع بعضٌ منهم إلى مكة فلم يجدوا ذلك صحيحًا، فرجعوا، وسار معهم مجموعة أخرى إلى الحبشة، وهي الهجرة الثانية، وكانوا ثلاثة وثمانين رجلًا وزوجاتهم وأبنائهم، على رأسهم جعفر بن أبي طالب.

## الهجرة الأولى إلى الحبشة
لما رأى النبي محمد ما يصيب أصحابه من أذى زعماء قريش لهم، بينما كان يحميه عمه أبو طالب من أذى قريش،
فقال لأصحابه: «لو خرجتم إلى أرض الحبشة؟ فإن بها ملكا لا يظلم عنده أحد، وهي - أرض صدق - حتى يجعل الله لكم فرجا مما أنتم فيه»، وقيل إنها كانت بعد وفاة أبي طالب، فكان أول من هاجر منهم أحد عشر رجلًا وأربع نسوة، وقيل: وامرأتان، وقيل: كانوا اثني عشر رجلًا، وقيل: عشرة، فخرجوا من مكة حتى وصلوا ساحل بحر القلزم، ثم أمَّروا عليهم: عثمان بن مظعون، ووجدوا سفينتين، فركبوا مقابل نصف دينار لكل منهم، وعلمت قريش فأسرعت في تعقبهم إلى الساحل ولكنهم كانوا قد أبحروا، وكان ذلك في رجب من العام الخامس بعد البعثة، الموافق 615 م.

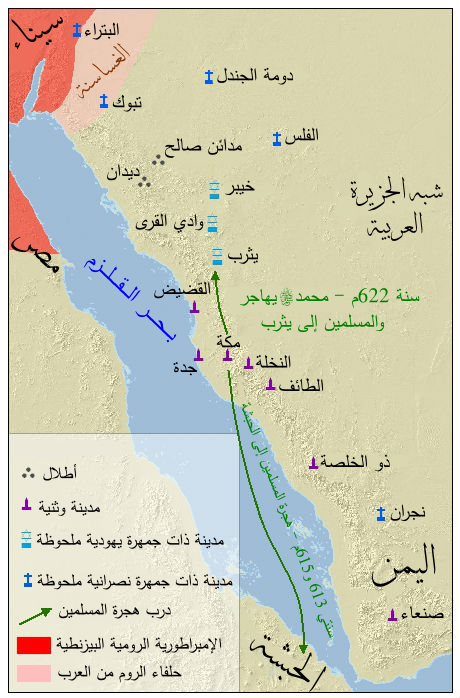
خريطة توضح مسار الهجرات إلى المدينة وإلى الحبشة

### أسماؤهم
ذكر ابن كثير أنهم كانوا أحد عشر رجلًا وأربع نسوة وهم:
1. عثمان بن عفان، وامرأته رقية بنت محمد
2. أبو حذيفة بن عتبة، وامرأته سهلة بنت سهيل
3. الزبير بن العوام
4. مصعب بن عمير
5. عبد الرحمن بن عوف
6. أبو سلمة بن عبد الأسد، وامرأته أم سلمة بنت أبي أمية
7. عثمان بن مظعون
8. عامر بن ربيعة العنزي، وامرأته ليلى بنت أبي حثمة
9. أبو سبرة بن أبي رهم
10. حاطب بن عمرو
11. سهيل بن بيضاء
12. عبد الله بن مسعود

#### أول من هاجر

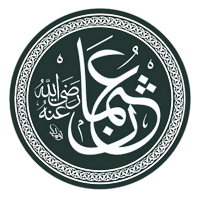
تخطيط اسم الصحابي عثمان بن عفان أول من هاجر بأهله إلى الحبشة

كان أول من خرج مهاجرًا إلى الحبشة بأهله عثمان بن عفان، فعن النضر بن أنس عن أنس بن مالك قال:
| الهجرة إلى الحبشة | خَرَجَ عُثْمَانُ بْنُ عَفَّانَ وَمَعَهُ رُقَيَّةُ بِنْتُ رَسُولِ اللَّهِ صَلَّى اللَّهُ عَلَيْهِ وَسَلَّمَ إِلَى أَرْضِ الْحَبَشَةِ فَأَبْطَأَ عَلَى رَسُولِ اللَّهِ صَلَّى اللَّهُ عَلَيْهِ وَسَلَّمَ خَبَرُهُمْ ، فَقَدِمَتِ امْرَأَةٌ مِنْ قُرَيْشٍ فَقَالَتْ: يَا مُحَمَّدُ; رَأَيْتُ خَتْنَكَ وَمَعَهُ امْرَأَتُهُ، قَالَ: عَلَى أَيِّ حَالٍ رَأَيْتِهِمَا؟ قَالَتْ: رَأَيْتُهُ وَقَدْ حَمَلَ امْرَأَتَهُ عَلَى حِمَارٍ مِنْ هَذِهِ الدَّبَّابَةِ وَهُوَ يَسُوقُهَا، فَقَالَ رَسُولُ اللَّهِ صَلَّى اللَّهُ عَلَيْهِ وَسَلَّمَ : صَحِبَهُمَا اللَّهُ إِنَّ عُثْمَانَ لَأَوَّلُ مَنْ هَاجَرَ بِأَهْلِهِ بَعْدَ لُوطٍ. | الهجرة إلى الحبشة |

### خروج رجل ينازع النجاشي ملكه
قالت أم سلمة: «خرج عليه رجل من الحبشة ينازعه في ملكه، فوالله ما علمنا حزنا قط هو أشد منه، فرقا من أن يظهر ذلك الملك عليه فيأتي ملك لا يعرف من حقنا ما كان يعرفه، فجعلنا ندعو الله ونستنصره للنجاشي فخرج إليه سائرا، فقال أصحاب رسول الله ﷺ بعضهم لبعض: من يخرج فيحضر الوقعة حتى ينظر على من تكون؟

وقال الزبير - وكان من أحدثهم سنا - أنا، فنفخوا له قربة فجعلها في صدره، فجعل يسبح عليها في النيل حتى خرج من شقه الآخر إلى حيث التقى الناس فحضر الوقعة، فهزم الله ذلك الملك وقتله، وظهر النجاشي عليه.
فجاءنا الزبير فجعل يليح لنا بردائه ويقول: ألا فأبشروا، فقد أظهر الله النجاشي، قلت: فوالله ما علمنا أننا فرحنا بشيء قط فرحنا بظهور النجاشي، ثم أقمنا عنده حتى خرج من خرج منا إلى مكة وأقام من أقام».

### العودة إلى مكة
لم يمكث المهاجرون في الحبشة طويلًا، حتى بلغتهم أخبار أن أهل مكة قد أسلموا، فقرروا العودة إلى مكة، فكان خروجهم في رجب سنة خمس من البعثة، فأقاموا شعبان وشهر رمضان ووبلغهم أخبار أهل مكة في شهر رمضان، وقدموا في شوال سنة خمس من البعثة. حتى إذا دنوا من مكة بلغهم أن ما كانوا تحدثوا به من إسلام أهل مكة كان باطلاً، فمنهم من رجع إلى الحبشة، ومنهم من دخل مكة مستخفيًا أو في جوار رجل من قريش.

## الهجرة الثانية إلى الحبشة
بعد عودة بعض المهاجرين إلى مكة، أذن لهم النبي في الخروج إلى الحبشة مرة ثانية، فخرجوا، وكان عددهم في المرة الثانية ثلاثة وثمانين رجلًا وتسع عشرة امرأة، وقيل: ثماني عشرة امرأة، وقال الطبري: كانوا اثنين وثمانين رجلًا سوى نسائهم وأبنائهم، وشك في عمار بن ياسر هل كان فيهم وبه تتكمل العدة ثلاثة وثمانين، وكان على رأسهم جعفر بن أبي طالب فكان هو المقدم عليهم، والمترجم عنهم عند النجاشي.

### أسماؤهم
ذكر ابن إسحاق أنهم كانوا ثلاثة وثمانين رجلًا وتسع عشرة امرأة ذكر منهم:
| - جعفر بن أبي طالب، وامرأته أسماء بنت عميس - عمرو بن سعيد بن العاص، وامرأته فاطمة بنت صفوان بن أمية بن محرث - خالد بن سعيد بن العاص، وامرأته أمينة بنت خلف - عثمان بن مظعون - عبد الله بن جحش بن رئاب - عبيد الله بن جحش، ومعه امرأته أم حبيبة بنت أبي سفيان - قيس بن عبد الله من بني أسد بن خزيمة، وامرأته بركة بنت يسار - معيقيب بن أبي فاطمة - أبو موسى الأشعري - عتبة بن غزوان - يزيد بن زمعة بن الأسود - عمرو بن أمية بن الحارث بن أسد - طليب بن عمير بن وهب بن أبي كثير بن عبد بن قصي - سويبط بن سعد بن حرملة - جهم بن قيس العبدوي، وامرأته أم حرملة بنت عبد الأسود - عمرو بن جهم - خزيمة بن جهم - أبو الروم بن عمير - فراس بن النضر بن الحارث بن كلدة - عامر بن أبي وقاص - المطلب بن أزهر، وامرأته رملة بنت أبي عوف - عبد الله بن مسعود - عتبة بن مسعود - المقداد بن الأسود - الحارث بن خالد بن صخر التيمي، وامرأته ريطة بنت الحارث | - عمرو بن عثمان بن عمرو بن كعب - شماس بن عثمان - هبار بن سفيان بن عبد الأسد المخزومي - عبد الله بن سفيان - هشام بن أبي حذيفة بن المغيرة - سلمة بن هشام بن المغيرة - عياش بن أبي ربيعة بن المغيرة - معتب بن عوف بن عامر - قدامة بن مظعون - عبد الله بن مظعون - السائب بن عثمان بن مظعون - حاطب بن الحارث بن معمر، ومعه امرأته فاطمة بنت المجلل - محمد بن حاطب بن الحارث بن معمر - الحارث بن حاطب بن الحارث بن معمر - خطاب بن الحارث بن معمر، وامرأته فكيهة بنت يسار - سفيان بن معمر بن حبيب، وامرأته حسنة - جابر بن سفيان بن معمر - جنادة بن سفيان بن معمر - شرحبيل بن حسنة - عثمان بن ربيعة بن أهبان بن وهب بن حذافة بن جمح - خنيس بن حذافة بن قيس بن عدي - عبد الله بن الحارث بن قيس بن عدي السهمي - هشام بن العاص بن وائل بن سعيد - قيس بن حذافة بن قيس بن عدي - عبد الله بن حذافة - أبو قيس بن الحارث بن قيس بن عدي | - الحارث بن الحارث بن قيس بن عدي - معمر بن الحارث بن قيس بن عدي - السائب بن الحارث بن قيس بن عدي - بشر بن الحارث بن قيس بن عدي - سعيد بن الحارث بن قيس بن عدي - سعيد بن قيس بن عدي - عمير بن رئاب بن حذيفة بن مهشم بن سعيد بن سهم - معمر بن عبد الله العدوي - عروة بن عبد العزى - عدي بن نضلة بن عبد العزى - النعمان بن عدي بن نضلة - عبد الله بن مخرمة - عبد الله بن سهيل بن عمرو - سليط بن عمرو - السكران بن عمرو، وامرأته سودة بنت زمعة - مالك بن زمعة، وامرأته عمرة بنت السعدى - أبو حاطب بن عمرو العامري - أبو عبيدة بن الجراح - سهيل بن بيضاء - عمرو بن أبي سرح - عياض بن زهير بن أبي شداد بن ربيعة - عمرو بن الحارث بن زهير بن أبي شداد بن ربيعة - عثمان بن عبد غنم بن زهير - سعيد بن عبد قيس بن لقيط - الحارث بن عبد قيس بن لقيط |

### وصول المسلمين
| «بلغنا مخرج النبي ﷺ ونحن باليمن فركبنا سفينة فألقتنا سفينتنا إلى النجاشي بالحبشة فوافقنا جعفر بن أبي طالب فأقمنا معه حتى قدمنا فوافقنا النبي ﷺ حين افتتح خيبر فقال النبي ﷺ لكم أنتم يا أهل السفينة هجرتان» |
| —أبو موسى الأشعري |

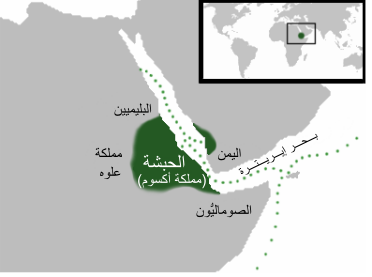
الحبشة أو مملكة أكسوم، حيث كانت أولُ هجرة في الإسلام سنة خمس بعد البعثة

لم يخرج المسلمون المهاجرون دفعةً واحدةً، لكن خرج جماعة مع جعفر بن أبي طالب، ثم خرجت جماعة مع أبي موسى الأشعري، فلما وصلت جماعة أبي موسى إلى اليمن علموا بخروج المسلمين للهجرة إلى المدينة فأردوا الرجوع، فركبوا سفينة، لكن الرياح هاجت عليهم حتى أوصلتهم بلاد الحبشة.
ولما وصل المسلمون الحبشة شعروا بالأمن، فعن أم سلمة قالت: «لما نزلنا أرض الحبشة، جاورْنا بها خيرَ جارٍ النجاشيَّ، أمِنَّا على ديننا، وعبدنا الله تعالى لا نؤذى ولا نسمع شيئاً نكرهه»، وأنشد عبد الله بن الحارث بن قيس أبياتًا في ذلك فقال:

### بعث قريش إلى النجاشي
اجتمعت قريش في دار الندوة، واتفقوا علي أن يجمعوا الأموال والهدايا ويهدوها إلى النجاشي، وانتدبوا لذلك رجلين، فبعثوا عمرو بن العاص وعمارة بن الوليد مع الهدايا، وقيل عمرو بن العاص وعبد الله بن أبي ربيعة، فركبا البحر، فلما دخلا على النجاشي سجدا له، وسلما عليه، واتفق وفد قريش مع البطارقة أن يشيروا على النجاشي بأن يسلم المسلمين إليهم، ولكن النجاشي رأى بأن يدعو المسلمين ليستمع بنفسه إلى ما يقولون.

### استدعاء النجاشي للمسلمين

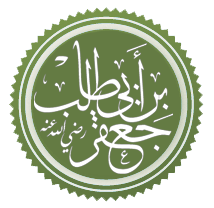
تخطيط اسم الصحابي جعفر بن أبي طالب الذي حدث النجاشي بالنيابة عن المسلمين

أرسل النجاشي إلى الصحابة فدعاهم، فلما جاءهم رسولُه اجتمعوا، ثم قال بعضهم لبعض: «ما تقولون للرجل إذا جئتموه؟»، قالوا: «نقول والله ما علمنا وما أمرنا به نبينا ﷺ كائناً في ذلك ما هو كائن»، فلما جاءوا، وقد دعا النجاشي أساقفته فنشروا مصاحفهم حوله، سألهم فقال لهم: «ما هذا الدين الذي قد فارقتم فيه قومكم، ولم تدخلوا في ديني ولا في دين أحد من هذه الملل؟»، أو قال: «ما هذا الدين الذي أنتم عليه؟ فارقتم دين قومكم ولم تدخلوا في يهودية ولا نصرانية»، فخاطبه جعفر بن أبي طالب، فقال له:
| الهجرة إلى الحبشة | أيها الملك، كنا قوماً أهل جاهلية، نعبد الأصنام، ونأكل الميتة، ونأتي الفواحش، ونقطع الأرحام، ونسيء الجوار، ويأكل القوي منا الضعيف، فكنا على ذلك، حتى بعث الله إلينا رسولاً منا، نعرف نسبه وصدقه وأمانته وعفافه، فدعانا إلى الله لنوحده ونعبده، ونخلع ما كنا نعبد نحن وآباؤنا من دونه من الحجارة والأوثان، وأمرنا بصدق الحديث، وأداء الأمانة، وصلة الرحم، وحسن الجوار، والكف عن المحارم والدماء، ونهانا عن الفواحش، وقول الزور، وأكل مال اليتيم، وقذف المحصنات، وأمرنا أن نعبد الله وحده، لا نشرك به شيئاً، وأمرنا بالصلاة والزكاة والصيام، فصدقناه وآمنَّا به، واتبعناه على ما جاء به من الله، فعبدنا الله وحده، فلم نشركْ به شيئاً، وحرمنا ما حرم علينا، وأحللنا ما أحل لنا، فعدا علينا قومنا، فعذبونا، وفتنونا عن ديننا، ليردونا إلى عبادة الأوثان من عبادة الله تعالى، وأن نستحل ما كنا نستحل من الخبائث، فلما قهرونا وظلمونا وضيقوا علينا، وحالوا بيننا وبين ديننا، خرجنا إلى بلادك، واخترناك على من سواك، ورغبنا في جوارك، ورجونا أن لا نظلم عندك أيها الملك. | الهجرة إلى الحبشة |

فقال له النجاشي: «هل معك مما جاء به عن الله من شيء؟»، فقال له جعفر بن أبي طالب: «نعم»، فقال له النجاشي: «فاقرأه علي»، فقرأ عليه صدراً من سورة مريم: ﴿كهيعص ۝١ ذِكْرُ رَحْمَةِ رَبِّكَ عَبْدَهُ زَكَرِيَّا ۝٢ إِذْ نَادَى رَبَّهُ نِدَاءً خَفِيًّا ۝٣﴾ [مريم:1–3] ... إلى الآيات: ﴿وَاذْكُرْ فِي الْكِتَابِ مَرْيَمَ إِذِ انْتَبَذَتْ مِنْ أَهْلِهَا مَكَانًا شَرْقِيًّا ۝١٦ فَاتَّخَذَتْ مِنْ دُونِهِمْ حِجَابًا فَأَرْسَلْنَا إِلَيْهَا رُوحَنَا فَتَمَثَّلَ لَهَا بَشَرًا سَوِيًّا ۝١٧ قَالَتْ إِنِّي أَعُوذُ بِالرَّحْمَنِ مِنْكَ إِنْ كُنْتَ تَقِيًّا ۝١٨ قَالَ إِنَّمَا أَنَا رَسُولُ رَبِّكِ لِأَهَبَ لَكِ غُلَامًا زَكِيًّا ۝١٩﴾ [مريم:16–19].

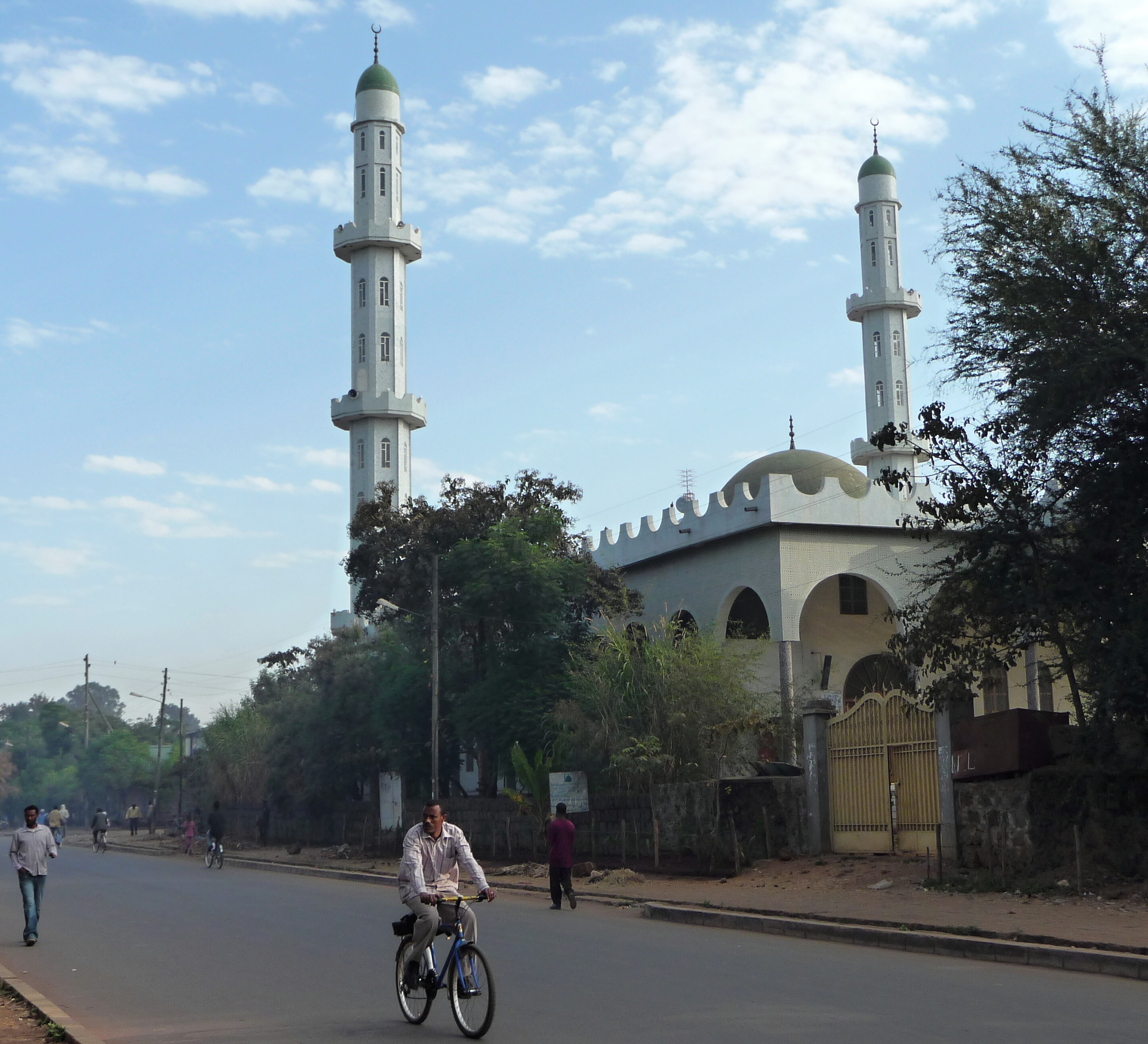
الحبشة (إثيوبيا)، التي هاجر إليها بعض الصحابة قبل الهجرة إلى المدينة المنورة

قالت أم سلمة : فبكى والله النجاشي حتى اخضلت لحيته، وبكت أساقفته حتى أخضلوا مصاحفهم حين سمعوا ما تلا عليهم، ثم قال النجاشي: «إن هذا والذي جاء به عيسى ليخرج من مشكاة واحدة، انطلقا، فلا والله لا أسلمهم إليكما، ولا يكادون».
فلما خرج رسولا قريش من عنده، قال عمرو بن العاص: «والله لآتينه غداً عنهم بما أستأصل به خضراءهم»، فقال له عبد الله بن أبي ربيعة: «لا نفعل، فإن لهم أرحاماً، وإن كانوا قد خالفونا»، قال: «والله لأخبرنه أنهم يزعمون أن عيسى بن مريم عبد». ثم غدا عليه من الغد فقال له: «أيها الملك، إنهم يقولون في عيسى بن مريم قولاً عظيماً، فأرسل إليهم فسلهم عما يقولون فيه»، فأرسل إليهم ليسألهم عنه، فاجتمع القوم، ثم قال بعضهم لبعض: «ماذا تقولون في عيسى بن مريم إذا سألكم عنه؟»، قالوا: «نقول والله ما قال الله، وما جاءنا به نبينا، كائنا في ذلك ما هو كائن»، فلما دخلوا عليه قال لهم: «ماذا تقولون في عيسى ابن مريم؟»، فقال جعفر بن أبي طالب:
| الهجرة إلى الحبشة | نقول فيه الذي جاءنا به نبينا ﷺ، هو عبد الله ورسوله وروحه وكلمته ألقاها إلى مريم العذراء البتول. | الهجرة إلى الحبشة |

فضرب النجاشي بيده إلى الأرض، فأخذ منها عوداً، ثم قال: «والله ما عدا عيسى بن مريم ما قلت هذا العود» (أي أن قولك لم يعد عيسى بن مريم بمقدار هذا العود)، فتناخرت بطارقته حوله حين قال ما قال، فقال: «وإن نخرتم والله، اذهبوا فأنتم شيوم بأرضي (أي آمنون)، من سبكم غرم»، ثم قال: «من سبكم غرم»، ثم قال: «من سبكم غرم، ما أحب أن لي دبراً (أي جبلاً) من ذهب، وأني آذيت رجلاً منكم، ردوا عليهما هداياهما، فلا حاجة لي بها، فوالله ما أخذ الله مني الرشوة حين رد علي ملكي، فآخذ الرشوة فيه، وما أطاع الناس في فأطيعهم فيه»، قالت: فخرجا من عنده مقبوحين مردوداً عليهما ما جاءا به، وأقمنا عنده بخير دار، مع خير جار.

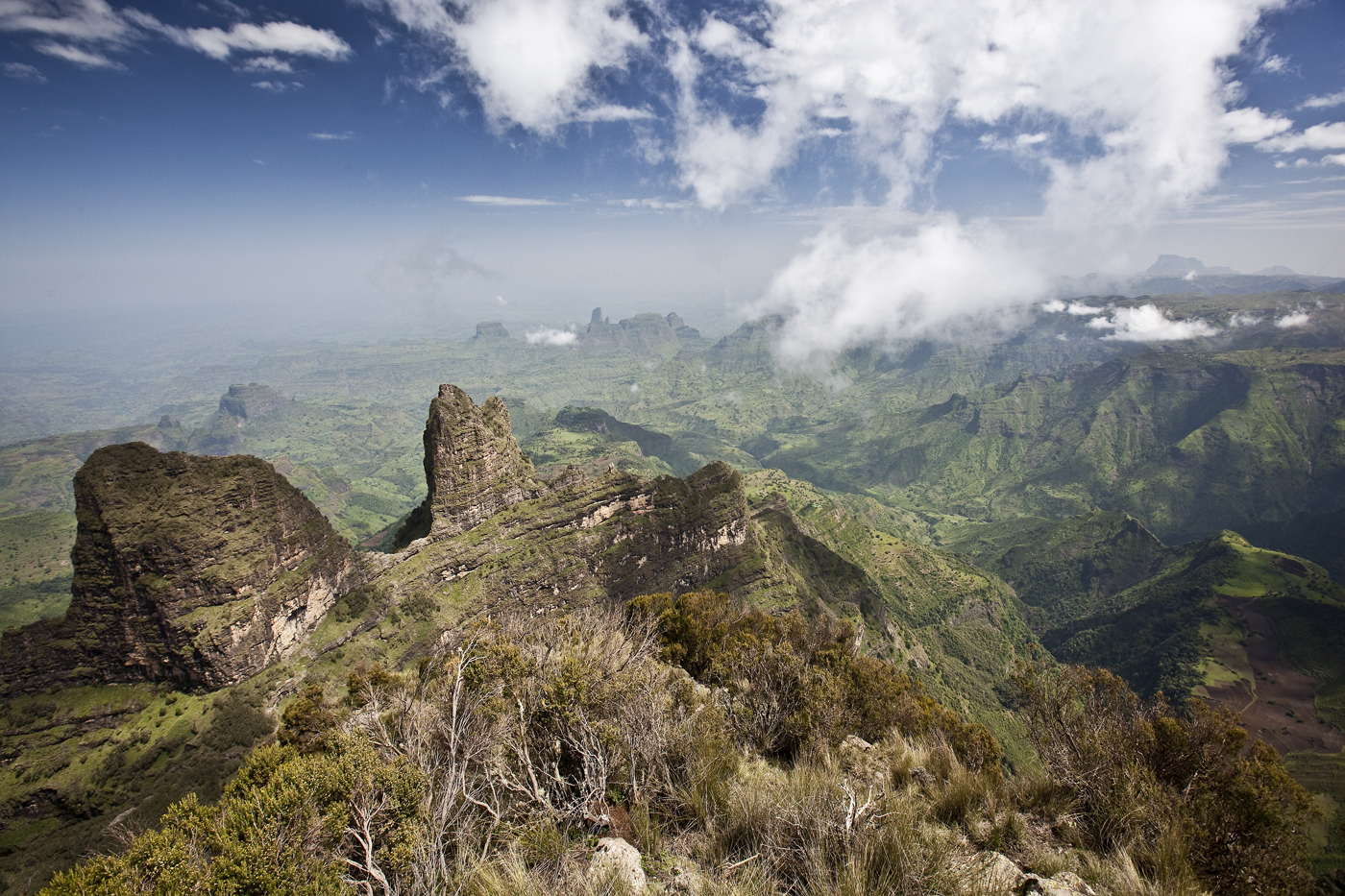
صورة لجبال تقع في الحبشة

وفي رواية أخرى أن قريشاً بعثت عمرو بن العاص وعمارة بن الوليد (وليس عبد الله بن أبي ربيعة كما في الرواية السابقة)، بعثتهما بهدية، فلما دخلا على النجاشي سجدا له ثم ابتدراه عن يمينه وعن شماله ثم قالا له: «إن نفراً من بني عمنا نزلوا أرضك ورغبوا عنا وعن ملتنا»، قال: «فأين هم؟»، قالا: «في أرضك، فابعث إليهم»، فبعث إليهم، فقال جعفر: «أنا خطيبكم اليوم فاتبعوه»، فسلم ولم يسجد، فقالوا له: «مالك لا تسجد للملك؟»، قال: «إنا لا نسجد إلا لله عز وجل»، قال: «وما ذاك؟»، قال: «إن الله بعث إلينا رسولاً ثم أمرنا أن لا نسجد لأحد إلا لله عز وجل، وأمرنا بالصلاة والزكاة»، قال عمرو: «فإنهم يخالفونك في عيسى بن مريم»، قال: «فما تقولون في عيسى بن مريم وأمه؟»، قال: «نقول كما قال الله: هو كلمته وروحه ألقاها إلى العذراء البتول، التي لم يمسها بشر، ولم يفرضها ولد»، فرفع عوداً من الأرض ثم قال: «يا معشر الحبشة والقسيسين والرهبان، والله ما يزيدون على الذي نقول فيه ما سوى هذا، مرحباً بكم وبمن جئتم من عنده، أشهد أنه رسول الله ﷺ، وأنه الذي نجد في الإنجيل، وأنه الرسول الذي بشر به عيسى بن مريم، انزلوا حيث شئتم، والله لولا ما أنا فيه من الملك لأتيته حتى أكون أنا الذي أحمل نعليه»، وأمر بهدية الآخرين فردت إليهما.
واجتمع أهل الحبشة يوماً فقالوا للنجاشي: «إنك قد فارقت ديننا»، وخرجوا عليه، فأرسل إلى جعفر وأصحابه، فهيأ لهم سفناً، وقال: «اركبوا فيها وكونوا كما أنتم، فإن هُزمت فامضوا حتى تلحقوا بحيث شئتم، وإن ظفرت فاثبتوا»، ثم عمد إلى كتاب فكتب فيه: «هو يشهد أن لا إله إلا الله، وأن محمداً عبده ورسوله، ويشهد أن عيسى بن مريم عبده ورسوله وروحه، وكلمته ألقاها إلى مريم»، ثم جعله في قبائه عند المنكب الأيمن، وخرج إلى الحبشة، وصفوا له، فقال: «يا معشر الحبشة، ألست أحق الناس بكم؟»، قالوا: «بلى»، قال: «فكيف رأيتم سيرتي فيكم؟»، قالوا: «خير سيرة»، قال: «فما بالكم؟»، قالوا: «فارقت ديننا، وزعمت أن عيسى عبد»، قال: «فما تقولون أنتم في عيسى؟»، قالوا: «نقول هو ابن الله»، فقال النجاشي، ووضع يده على صدره على قبائه: «هو يشهد أن عيسى بن مريم»، لم يزد على هذا شيئاً، وإنما يعني ما كتب، فرضوا وانصرفوا عنه.

### الهجرة إلى المدينة
لما سمع المهاجرون في الحبشة بهجرة النبي محمد إلى المدينة، عاد منهم إلى المدينة ثلاثة وثلاثون رجلًا وثماني نسوة، ومات منهم رجلان بمكة، وحبس سبعة، وشهد غزوة بدر منهم أربعة وعشرون رجلًا.

## رسالة النبي إلى النجاشي
عن محمد بن إسحاق قال: بعث رسول الله ﷺ عمرو بن أمية الضمري إلى النجاشي في شأن جعفر بن أبي طالب وأصحابه، وكتب معه كتابا:
«بسم الله الرحمن الرحيم، من محمد رسول الله إلى النجاشي الأصحم ملك الحبشة، سلام عليك فإني أحمد إليك الله الملك القدوس المؤمن المهيمن، وأشهد أن عيسى بن مريم روح الله وكلمته ألقاها إلى مريم البتول الطاهرة الطيبة الحصينة، فحملت بعيسى فخلقه من روحه ونفخته، كما خلق آدم بيده ونفخه، وإني أدعوك إلى الله وحده لا شريك له، والموالاة على طاعته، وأن تتبعني فتؤمن بي وبالذي جاءني، فإني رسول الله وقد بعثت إليك ابن عمي جعفرا، ومعه نفر من المسلمين فإذا جاؤوك فأقرهم ودع التجبر، فإني أدعوك وجنودك إلى الله عز وجل، وقد بلغت ونصحت فاقبلوا نصيحتي، والسلام على من اتبع الهدى»

فكتب النجاشي إلى رسول الله ﷺ:
«بسم الله الرحمن الرحيم، إلى محمد رسول الله من النجاشي الأصحم بن أبجر، سلام عليك يا نبي الله من الله ورحمة الله وبركاته لا إله إلا هو الذي هداني إلى الإسلام، فقد بلغني كتابك يا رسول الله فيما ذكرت من أمر عيسى، فورب السماء والأرض إن عيسى ما يزيد على ما ذكرت.
وقد عرفنا ما بعثت به إلينا وقرينا ابن عمك وأصحابه، فأشهد أنك رسول الله صادقا ومصدقا، وقد بايعتك وبايعت ابن عمك وأسلمت على يديه لله رب العالمين، وقد بعثت إليك يا نبي الله بأربحا بن الأصحم بن أبجر، فإني لا أملك إلا نفسي، وإن شئت أن آتيك فعلت يا رسول الله فإني أشهد أن ما تقول حق.»

### عودة من بقي من الصحابة
| «ما أدري بأيهما أنا أفرح بفتح خيبر أم بقدوم جعفر» |
| —النبي محمد                                       |

كتب النبي محمد إلى النجاشي أن يزوجه أم حبيبة بنت أبي سفيان وكان زوجها عبيد الله بن جحش قد مات في الحبشة. وكتب إليه أيضًا أن يبعث إليه من بقي من أصحابه، فزوجه النجاشي أم حبيبة وأصدقها عنه أربعمائة دينار وحمل بقية أصحابه في سفينتين فوصلوا المدينة بعد غزوة خيبر عام 7 هـ.

### معلومات المراجع المُفصَّلة
- القرطبي (1935)، الجامع لأحكام القرآن، والمبين لما تضمنه من السنة وآي الفرقان: تفسير القرطبي، القاهرة: دار الكتب والوثائق القومية، OCLC:17965928، QID:Q115683910{{استشهاد}}:  صيانة الاستشهاد: ref duplicates default (link)
- عبد الملك بن هشام (1955)، السيرة النبوية لابن هشام، تحقيق: مصطفى السقا، إبراهيم الإبياري، عبد الحفيظ شلبي، القاهرة: مطبعة مصطفى البابي الحلبي، QID:Q120885568
- ابن حجر العسقلاني (1959)، فتح الباري بشرح صحيح البخاري، تحقيق: محب الدين الخطيب، بيروت: دار المعرفة للطباعة والنشر، QID:Q116945634
- محمد بن جرير الطبري (1967)، تاريخ الرُّسُل و المُلُوك، تحقيق: محمد أبو الفضل إبراهيم (ط. 2)، القاهرة: دار المعارف، OCLC:934442375، QID:Q114456807
- محمد بن سعد البغدادي (1990)، الطبقات الكبرى، تحقيق: محمد عبد القادر عطا (ط. 1)، بيروت: دار الكتب العلمية، OCLC:949938103، QID:Q116749953
- أبو عبد الله الحاكم النيسابوري (1990)، المستدرك على الصحيحين، تحقيق: مصطفى عبد القادر عطا، بيروت: دار الكتب العلمية، OCLC:24112324، QID:Q120985031
- مهدي رزق الله (1992)، السيرة النبوية في ضوء المصادر الأصلية، الرياض: مركز الملك فيصل للبحوث والدراسات الإسلامية، QID:Q134544795{{استشهاد}}:  صيانة الاستشهاد: ref duplicates default (link)
- محمد بن إسماعيل البخاري (1993)، صحيح البخاري، تحقيق: مصطفى ديب البغا (ط. 5)، دمشق: دار ابن كثير، OCLC:235973867، QID:Q124370879
- ابن كثير الدمشقي (1997)، البداية والنهاية، تحقيق: عبد الله بن عبد المحسن التركي، القاهرة: هجر للطباعة والنشر والتوزيع والإعلان، OCLC:4770896261، QID:Q113496832
- محمد بن عبد الوهاب (1997)، مختصر سيرة الرسول صلى الله عليه وسلم، السعودية: وزارة الشؤون الإسلامية والأوقاف والدعوة والإرشاد السعودية، ج. 1، QID:Q134540430
- ابن الأثير الجزري (1997)، الكامل في التاريخ، تحقيق: عمر عبد السلام تدمري (ط. 1)، بيروت: دار الكتاب العربي، OCLC:784518815، QID:Q114660797
- صفي الرحمن المباركفوري (2002)، الرحيق المختوم، بيروت: دار الهلال، QID:Q121008886

## وصلات خارجية
- السيرة النبوية في ضوء المصادر الأصلية (دراسة تحليلية) لمهدي رزق الله أحمد.
- الهجرة إلى الحبشة - موقع محمد راتب النابلسي.
- الهجرة الأولى إلى الحبشة، راغب السرجاني.
- التفكير في الهجرة إلى الحبشة - راغب السرجاني.